# Augusto Vargas Alzamora
Augusto Vargas Alzamora (Lima, 9 novembre 1922 – Lima, 4 settembre 2000) è stato un cardinale e arcivescovo cattolico peruviano.

## Biografia
Nacque a Lima il 9 novembre 1922.
Nel 1940 entrò nella Compagnia di Gesù.
Il 15 luglio 1955 fu ordinato sacerdote.
Papa Giovanni Paolo II lo elevò al rango di cardinale nel concistoro del 26 novembre 1994.
Morì il 4 settembre 2000 all'età di 77 anni e venne sepolto all’interno della cattedrale di San Giovanni Apostolo ed Evangelista.

## Genealogia episcopale e successione apostolica
La genealogia episcopale è:
- Cardinale Scipione Rebiba
- Cardinale Giulio Antonio Santori
- Cardinale Girolamo Bernerio, O.P.
- Arcivescovo Galeazzo Sanvitale
- Cardinale Ludovico Ludovisi
- Cardinale Luigi Caetani
- Cardinale Ulderico Carpegna
- Cardinale Paluzzo Paluzzi Altieri degli Albertoni
- Papa Benedetto XIII
- Papa Benedetto XIV
- Papa Clemente XIII
- Cardinale Marcantonio Colonna
- Cardinale Giacinto Sigismondo Gerdil, B.
- Cardinale Giulio Maria della Somaglia
- Cardinale Carlo Odescalchi, S.I.
- Cardinale Costantino Patrizi Naro
- Cardinale Lucido Maria Parocchi
- Papa Pio X
- Papa Benedetto XV
- Papa Pio XII
- Cardinale Eugène Tisserant
- Cardinale Paolo Bertoli
- Cardinale Carlo Furno
- Cardinale Augusto Vargas Alzamora, S.I.

La successione apostolica è:
- Vescovo Lino Panizza Richero, O.F.M.Cap. (1997)
- Vescovo Miguel La Fay Bardi, O.Carm. (1999)
- Vescovo Jorge Pedro Carrión Pavlich (2000)